# F-02L
arrows Be3 F-02L（アローズ ビースリー エフ ゼロニ エル）は、富士通コネクテッドテクノロジーズ（現・FCNT）から発売された、NTTドコモの第3.9世代移動通信システム（Xi）と第3世代移動通信システム（FOMA）のデュアルモード端末で、ドコモ スマートフォン（spモード）の一つである。

## 概要
Androidスマートフォンで、F-04K以来1年ぶりの一般向けミドルレンジ端末。今機種から、末尾に開発番号をつけることとなり、本端末はarrows Be シリーズの3作目であることから、「3」が付けられた。

## 特徴
企画、開発、組み立て製造、サポートを兵庫県内の工場で行う「Made in Japan」の端末である。
2,780mAhの大容量バッテリーと省電力設計による電池持ちの良さ、日本語入力にジャストシステムの「Super ATOK ULTIUS」（スーパー エイトック ウルティアス）を搭載。少ないステップで設定可能な「シンプルモード」では、ホーム画面がアイコンを押すだけでアプリの追加が可能な「シンプルホーム」に設定、文字や表示を「大」サイズにするはっきり文字を有効化、ナビゲーションバーが変更される。また、ストラップホールが装備されており、伸縮式のロッドアンテナを内蔵しているため、外付けケーブルを使わずにワンセグの視聴が可能である。
構造が一新され、高剛性の樹脂材（ガラスフィラー）と継ぎ目がなく軽量・頑丈なユニボディの採用により剛性が向上されたことで、F-04Kと同等の堅牢性とデザイン性の両立を実現し、落下時の衝撃を抑える衝撃吸収構造となった。また、液晶ガラスも強度の高い素材を用いたことで、高さ1.5mから26方向でコンクリートに落下させて画面割れが確認する試験をクリアしている。防水・防塵に加えてアメリカ国防総省の納品用規格であるMIL規格の23項目に準拠し、日本国内メーカー製の泡タイプのハンドソープや液体タイプの食器用洗剤を用いて洗うことも可能である（洗った後は水道水で泡が完全になくなるまですすぎ、水抜きをして十分に乾燥させる必要がある）。
背面に搭載されているセンサー「Exlider（エクスライダー）」により、触れ続けるだけで1.5倍に拡大表示されるほか、触れ続けながら上下に動かすと拡大・縮小が可能となり、最大5倍まで拡大表示が可能。センサーを縦になぞると縦方向、横になぞると横方向のスクロールも可能となる。ディスプレイは有機ELとなったほか、見やすい度合いを自動で判断してアイコンが出現し、アイコンをタップすることで縦長に拡大表示される「くっきり表示」も備わる。

## 内蔵アプリ
ドコモのアプリ
ドコモメール、あんしんセキュリティ、My docomo、dフォト、はなして翻訳、データ保管ボックス、LAWSON、McDonald's、Facebook、Twitter、AMAZONショッピング、Amazon Kindle、d払い、Disney DXはダウンローダをプリインストール、それ以外のアプリは本体にプリインストール済み。
- 電話
- ドコモ電話帳
- メモ
- スケジュール
- ドコモメール
- ドコモデータコピー
- 災害用キット
- 遠隔サポート
- あんしんセキュリティ
- dメニュー
- dマーケット
- dポイント
- My docomo
- my daiz
- dフォト
- はなして翻訳
- iDアプリ
- データ保管BOX
- LAWSON
- McDonald's
- Facebook
- Twitter
- AMAZONショッピング
- Amazon Kindle
- dカード
- d払い
- +メッセージ
- Disney DX

その他のアプリ
- ワンセグ
- カメラ
- 取扱説明書
- おサイフケータイ
- ＠Fケータイ応援団
- Word
- Excel
- PowerPoint
- OneNote
- OneDrive
- アルバム-Scene
- パーソナルノート
- ULTIASオススメ機能
- NX!メール
- らくらく写真転送 for arrows
- Exlider体験
- ララしあコネクト
- 洗い方説明
- オススメ機能
- 設定
- ファイル
- Chrome
- Gmail
- Google
- マップ
- YouTube
- Playストア
- ドライブ
- Play Music
- Playムービー&TV
- Duo
- フォト
- カレンダー
- 電卓
- 時計

## 歴史
- 2019年
  - 5月16日 - 2019年夏モデルの1機種として開発を発表[3]。
  - 6月3日 - 発売日を発表[4]。
  - 6月7日 - 発売。
- 2020年7月13日 - Android 10へのOSバージョンアップを開始。
- 2021年 - Android 11へのOSバージョンアップデートが行われた。これ以後のバージョンアップデートはなし。

## アップデート
最新のアップデートを適用すると、過去に行われた不具合改善・機能追加・セキュリティパッチ更新に関する全てのアップデートが適用される。ただし、OSのバージョンアップが含まれているため、購入時にAndroid 9となっている場合はあらかじめOSのアップデートを済ませておく必要があり、最新のアップデートを適用するには、2021年3月31日のアップデートも適用しておく必要がある。
2019年6月7日のアップデート
- スピーカーの不具合（ごくまれにイヤホンを挿しているのにもかかわらず端末本体のスピーカーから音が出る場合がある）が改善される
- セキュリティ更新が行われ、設定メニューのセキュリティパッチレベルが2019年5月となる
- ビルド番号がV13R047DからV14R048Bへ変更される

2019年7月30日のアップデート
- ディスプレイの不具合（通話中に耳から端末を離してもまれに画面が点灯しない場合がある）が改善される
- セキュリティ更新が行われ、設定メニューのセキュリティパッチレベルが2019年7月となる
- ビルド番号がV14R048BからV16R051Dへ変更される

2019年10月15日のアップデート
- 品質改善が行われる
- セキュリティ更新が行われ、設定メニューのセキュリティパッチレベルが2019年9月となる
- ビルド番号がV16R051DからV17R052Bへ変更される

2019年12月2日のアップデート
- 品質改善が行われる
- セキュリティ更新が行われ、設定メニューのセキュリティパッチレベルが2019年11月となる
- ビルド番号がV17R052BからV18R053Aへ変更される

2020年2月12日のアップデート
- 品質改善が行われる
- セキュリティ更新が行われ、設定メニューのセキュリティパッチレベルが2020年1月となる
- ビルド番号がV18R053AからV19R054Cへ変更される

2020年4月6日のアップデート
- 通話機能に関する不具合（まれに、通話中に意図せずミュートになる場合がある）が改善される
- セキュリティ更新が行われ、設定メニューのセキュリティパッチレベルが2020年2月となる
- ビルド番号がV19R054CからV20R055Dへ変更される

2020年7月13日のアップデート
- OSのバージョンアップによりAndroid 10となる
- アプリの位置情報に関するユーザー許諾の選択肢に「アプリが使用中の場合のみ許可」が追加され、アプリが位置情報を利用するのを詳細に制御することが可能となる
- セキュリティ更新が行われ、設定メニューのセキュリティパッチレベルが2020年6月となる
- 以下の改善や機能追加が行われる
  - 電源メニューに「緊急通報」が追加される
  - ホーム上のアプリアイコンを削除した直後に削除の取り消し操作（アプリアイコン削除取消）が可能となる
  - 共有ツールやファイルアプリのUI（ユーザーインターフェイス）が変更される
  - Wi-Fiネットワークの追加時の機能が強化され、接続中のアクセスポイントのQRコード表示やQRコード読み込みによる追加が可能となる
- ビルド番号がV20R055DからV41R050Aへ変更される

2020年9月8日のアップデート
- 通話履歴に関する不具合（表示されない場合がある）が改善される
- セキュリティ更新が行われ、設定メニューのセキュリティパッチレベルが2020年8月となる
- ビルド番号がV41R050AからV43R051Aへ変更される

2020年11月5日のアップデート
- マナーモードに関する不具合（設定画面の表示が正しく表示されない場合がある）が改善される
- ロック画面時の不具合（時刻表示が更新されない場合がある）が改善される
- セキュリティ更新が行われ、設定メニューのセキュリティパッチレベルが2020年10月となる
- ビルド番号がV43R051AからV44R053Aへ変更される

2021年1月4日のアップデート
- 品質改善が行われる
- セキュリティ更新が行われ、設定メニューのセキュリティパッチレベルが2020年12月となる
- ビルド番号がV44R053AからV45R054Bへ変更される

2021年3月31日のアップデート
- 端末起動に関する不具合（SDカードを挿入した状態では起動できない場合がある）が改善される
- Wi-Fi接続中の不具合（アクセスポイントに応答できない場合がある）が改善される
- セキュリティ更新が行われ、設定メニューのセキュリティパッチレベルが2021年2月となる
- ビルド番号がV45R054BからV47R057Aへ変更される

2021年4月21日のアップデート
- 端末起動に関する不具合（SDカードを挿入した状態では起動できない場合がある）が改善される
- セキュリティ更新が行われ、設定メニューのセキュリティパッチレベルが2021年4月となる
- ビルド番号がV47R057AからV49R059Aへ変更される

2021年6月29日のアップデート
- 品質改善が行われる
- セキュリティ更新が行われ、設定メニューのセキュリティパッチレベルが2021年6月となる
- ビルド番号がV49R059AからV50R060Bへ変更される

2021年8月19日のアップデート
- OSのバージョンアップによりAndroid 11となる
- チャットやSNSアプリ等に関する通知が通知領域の上部に固定化され、どの画面からでもチャットにアクセス可能なバブルが追加される
- アプリの位置情報・マイク・カメラに関するユーザー許諾の選択肢に「今回だけ」が追加され、一定期間利用していないアプリから過去に付与された位置情報やマイクなどへのアクセス権限を自動的に削除する機能が追加される（権限の自動削除は設定が必要）
- プレイ中のゲーム録画などが可能となる「スクリーン レコード」が追加される
- スマートフォンを振ることでアプリがスグに起動する「スグアプ」が追加される（初期設定では、1回振りに「d払いアプリ」が設定されている）
- Web会議用アプリの不具合（ビデオ会議をする際、アプリが強制終了する場合がある）が改善される
- 音声通話の不具合（着信ができず、着信履歴も残らない場合がある）が改善される
- ビルド番号がV50R060BからV67R041Cへ変更される

2022年2月9日のアップデート
- 音楽再生アプリの不具合（音楽を再生する際、端末のスピーカーから音が聞こえない場合がある）が改善される
- セキュリティ更新が行われ、設定メニューのセキュリティパッチレベルが2021年12月となる
- ビルド番号がV67R041CからV71R045Aへ変更される

## 備考
2020年春モデルから、4G機種はA-4BC、5G機種はA-5BCで付番されるため、この機種が2008年改定規則で付番された最後の富士通製スマートフォンである。
なお、2019年冬モデルではらくらくホンF-01Mのみの発表である。